# 1181
Il 1181 (MCLXXXI in numeri romani) è un anno  del XII secolo.

## Nati
- Alice di Châtillon, nobile († 1235)
- Irene Angela, principessa bizantina († 1208)
- Ibn al-Farid, scrittore egiziano († 1235)

## Morti
- 9 gennaio - Rodolfo di Pfullendorf, nobile tedesco
- 30 gennaio - Takakura, imperatore giapponese (n. 1141)
- 13 marzo - Simone III di Montfort, nobile e militare francese
- 17 marzo - Enrico I di Champagne, conte (n. 1126)
- 20 marzo - Taira no Kiyomori, militare giapponese (n. 1118)
- 1º aprile - Romualdo II Guarna, arcivescovo cattolico, storico e politico longobardo
- 5 aprile - Raimondo Berengario III di Provenza, conte (n. 1158)
- 30 giugno - Ugo di Kevelioc, conte (n. 1147)
- 30 agosto - Papa Alessandro III, papa e cardinale italiano
- 7 settembre - Eskil di Lund, vescovo cattolico danese
- 27 settembre - Guichard di Pontigny, monaco cristiano francese
- 4 ottobre - Ermanno II di Spanheim, nobile tedesco
- 30 novembre - San Galgano, cavaliere medievale e santo italiano
- Adamo del Petit-Pont, vescovo cattolico e filosofo inglese
- Nicolò Barattiero, architetto e ingegnere italiano
- Bertrando I di Baux, nobile francese
- Bosone, religioso e cardinale italiano
- Luca di Strigonio, arcivescovo cattolico e diplomatico ungherese
- Roberto di Bury, santo inglese
- Vulgrin III d'Angoulême, conte
- Zhu Shuzhen, poetessa cinese (n. 1135)
- Bosone II di Challant, nobile italiano
- Al-Malik al-Salih Isma'il, emiro turco (n. 1163)

## Calendario
| Calendario 1181 | Calendario 1181 | Calendario 1181 | Calendario 1181 | Calendario 1181 | Calendario 1181 | Calendario 1181 | Calendario 1181 | Calendario 1181 | Calendario 1181 | Calendario 1181 | Calendario 1181 | Calendario 1181 | Calendario 1181 | Calendario 1181 | Calendario 1181 | Calendario 1181 | Calendario 1181 | Calendario 1181 | Calendario 1181 | Calendario 1181 | Calendario 1181 | Calendario 1181 | Calendario 1181 | Calendario 1181 | Calendario 1181 | Calendario 1181 | Calendario 1181 | Calendario 1181 | Calendario 1181 | Calendario 1181 | Calendario 1181 | Calendario 1181 |
| --------------- | --------------- | --------------- | --------------- | --------------- | --------------- | --------------- | --------------- | --------------- | --------------- | --------------- | --------------- | --------------- | --------------- | --------------- | --------------- | --------------- | --------------- | --------------- | --------------- | --------------- | --------------- | --------------- | --------------- | --------------- | --------------- | --------------- | --------------- | --------------- | --------------- | --------------- | --------------- | --------------- |
|                 | 1               | 2               | 3               | 4               | 5               | 6               | 7               | 8               | 9               | 10              | 11              | 12              | 13              | 14              | 15              | 16              | 17              | 18              | 19              | 20              | 21              | 22              | 23              | 24              | 25              | 26              | 27              | 28              | 29              | 30              | 31              |                 |
| Gennaio         | Gi              | Ve              | Sa              | Do              | Lu              | Ma              | Me              | Gi              | Ve              | Sa              | Do              | Lu              | Ma              | Me              | Gi              | Ve              | Sa              | Do              | Lu              | Ma              | Me              | Gi              | Ve              | Sa              | Do              | Lu              | Ma              | Me              | Gi              | Ve              | Sa              |                 |
| Febbraio        | Do              | Lu              | Ma              | Me              | Gi              | Ve              | Sa              | Do              | Lu              | Ma              | Me              | Gi              | Ve              | Sa              | Do              | Lu              | Ma              | Me              | Gi              | Ve              | Sa              | Do              | Lu              | Ma              | Me              | Gi              | Ve              | Sa              |                 |                 |                 |                 |
| Marzo           | Do              | Lu              | Ma              | Me              | Gi              | Ve              | Sa              | Do              | Lu              | Ma              | Me              | Gi              | Ve              | Sa              | Do              | Lu              | Ma              | Me              | Gi              | Ve              | Sa              | Do              | Lu              | Ma              | Me              | Gi              | Ve              | Sa              | Do              | Lu              | Ma              |                 |
| Aprile          | Me              | Gi              | Ve              | Sa              | Do              | Lu              | Ma              | Me              | Gi              | Ve              | Sa              | Do              | Lu              | Ma              | Me              | Gi              | Ve              | Sa              | Do              | Lu              | Ma              | Me              | Gi              | Ve              | Sa              | Do              | Lu              | Ma              | Me              | Gi              |                 |                 |
| Maggio          | Ve              | Sa              | Do              | Lu              | Ma              | Me              | Gi              | Ve              | Sa              | Do              | Lu              | Ma              | Me              | Gi              | Ve              | Sa              | Do              | Lu              | Ma              | Me              | Gi              | Ve              | Sa              | Do              | Lu              | Ma              | Me              | Gi              | Ve              | Sa              | Do              |                 |
| Giugno          | Lu              | Ma              | Me              | Gi              | Ve              | Sa              | Do              | Lu              | Ma              | Me              | Gi              | Ve              | Sa              | Do              | Lu              | Ma              | Me              | Gi              | Ve              | Sa              | Do              | Lu              | Ma              | Me              | Gi              | Ve              | Sa              | Do              | Lu              | Ma              |                 |                 |
| Luglio          | Me              | Gi              | Ve              | Sa              | Do              | Lu              | Ma              | Me              | Gi              | Ve              | Sa              | Do              | Lu              | Ma              | Me              | Gi              | Ve              | Sa              | Do              | Lu              | Ma              | Me              | Gi              | Ve              | Sa              | Do              | Lu              | Ma              | Me              | Gi              | Ve              |                 |
| Agosto          | Sa              | Do              | Lu              | Ma              | Me              | Gi              | Ve              | Sa              | Do              | Lu              | Ma              | Me              | Gi              | Ve              | Sa              | Do              | Lu              | Ma              | Me              | Gi              | Ve              | Sa              | Do              | Lu              | Ma              | Me              | Gi              | Ve              | Sa              | Do              | Lu              |                 |
| Settembre       | Ma              | Me              | Gi              | Ve              | Sa              | Do              | Lu              | Ma              | Me              | Gi              | Ve              | Sa              | Do              | Lu              | Ma              | Me              | Gi              | Ve              | Sa              | Do              | Lu              | Ma              | Me              | Gi              | Ve              | Sa              | Do              | Lu              | Ma              | Me              |                 |                 |
| Ottobre         | Gi              | Ve              | Sa              | Do              | Lu              | Ma              | Me              | Gi              | Ve              | Sa              | Do              | Lu              | Ma              | Me              | Gi              | Ve              | Sa              | Do              | Lu              | Ma              | Me              | Gi              | Ve              | Sa              | Do              | Lu              | Ma              | Me              | Gi              | Ve              | Sa              |                 |
| Novembre        | Do              | Lu              | Ma              | Me              | Gi              | Ve              | Sa              | Do              | Lu              | Ma              | Me              | Gi              | Ve              | Sa              | Do              | Lu              | Ma              | Me              | Gi              | Ve              | Sa              | Do              | Lu              | Ma              | Me              | Gi              | Ve              | Sa              | Do              | Lu              |                 |                 |
| Dicembre        | Ma              | Me              | Gi              | Ve              | Sa              | Do              | Lu              | Ma              | Me              | Gi              | Ve              | Sa              | Do              | Lu              | Ma              | Me              | Gi              | Ve              | Sa              | Do              | Lu              | Ma              | Me              | Gi              | Ve              | Sa              | Do              | Lu              | Ma              | Me              | Gi              |                 |